# Henri Jochums
Henri Jochums (* 5. Juli 1927 in Sint-Lenaarts; † 25. September 2018 ebenda) war ein belgischer Radrennfahrer.

## Sportliche Laufbahn
Jochums war im Bahnradsport und im Straßenradsport aktiv. Bei den Bahnradsport-Weltmeisterschaften 1951 wurde er Vierter in der Einerverfolgung der Amateure. In der nationalen Meisterschaft in der Einerverfolgung war er hinter Raphaël Glorieux Zweiter geworden. Bei den Profis belegte er 1953 den 3. Platz.
Von 1952 bis 1957 war er Berufsfahrer. 1956 gewann er eine Etappe der Belgien-Rundfahrt. 1953 wurde er Zweiter in der Ronde van Brabant, 1954 in den Eintagesrennen Brüssel–Bost und Schaal Sels hinter Stan Ockers. In Belgien konnte er einige Kriterien gewinnen. In den Rennen der Monumente des Radsports war der 22. Platz im Rennen Lüttich–Bastogne–Lüttich 1953 sein bestes Resultat.